# Harry Möller
Mayo Möller (Ciudad de México, 1 de octubre de 1924 - 25 de febrero de 2009), más conocido como Harry Möller, fue un explorador, periodista y publicista mexicano. Ganador de diversos premios incluyendo el Premio Nacional de Periodismo y el Premio Nacional Editorial. Era socio honorario del INEGI.

## Antecedentes

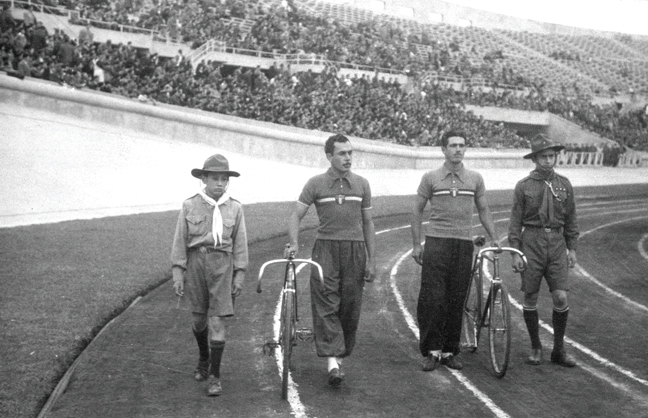
Los mexicanos en competencia sudamericana

Mayo Möller  fue el primero de tres hermanos. Vivió sus primeros años en diversos países de Centroamérica. Con padre de origen alemán, y madre Uruguaya, Mayo tenía una gran curiosidad y orgullo por México, y a los 21 años se embarcó en un viaje en bicicleta, recorriendo 25 000 km junto con su amigo Luis A. Hernández Mendoza hasta la ciudad de Buenos Aires (Argentina), en viaje de ida y vuelta que les llevó un año y medio.

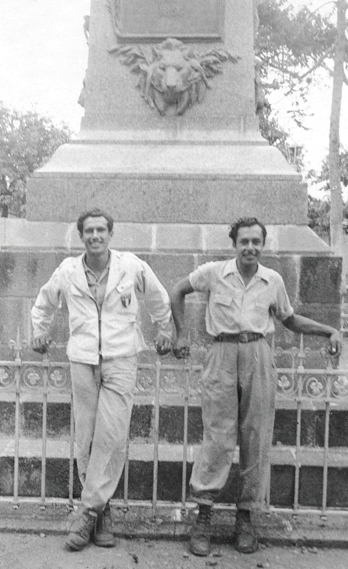
Luis y Mayo en Buenos Aires

En 1957 se inició en la publicidad en Noble y Asociados y McCann Erickson y años después fundó el concepto “México Desconocido” (fue ahí cuando Mayo adoptó el seudónimo de Harry Möller), la primera serie televisada sobre México, la cual más tarde se convertiría en revista, en libro, radio y finalmente en Canal México dentro de los videos WOOW y en Sony Entertainment Network (Sony Internet TV); tanto en inglés como en español.
En 1984 ingresó en la Agencia de Publicidad que iniciaron sus hijos; Mayo, Carlos, Walther y Víctor: Harry Möller Publicidad, en la que permaneció como coach creativo hasta el último día de su vida (26 de febrero de 2009).

## Premios
- 1968 – Premio Nacional de Periodismo
- 1971 – Premio de la Asociación Nacional de la Publicidad como “Creativo del Año”
- 1972 – Docencia en la Escuela Técnica de la Publicidad
- 1973 – Premio a la Mejor Campaña Publicitaria
- 1980 – Premio Nacional Editorial
- 1981 – Premio Nacional Club de Periodistas
- 1981 – Medalla de plata en el Festival de Nueva York
- 1989 – Medalla de mérito turístico por la Secretaría de Turismo[3]
- 1997 – Acreditado como Socio Honorario del INEGI